# Längtan (film, 1936)
Längtan är en svensk kortfilm från 1936 i regi av Harald Molander. I filmen illustreras Erik Axel Karlfeldts dikt "Längtan heter vår arvedel", som läses av Gösta Ekman.

## Om filmen
Musiken i filmen komponerades av Eric Bengtson och framfördes av SF-orkestern, speaker var Harald Molander.
Filmen hade Sverigepremiär den 7 september 1936 på Röda Kvarn i Stockholm, som förfilm till Johan Ulfstjerna.

## Rollista
- Gösta Ekman - uppläsare av filmens prolog och epilog
- Göran Bernhard - pojke
- Tom Olsson - pojke
- John Westin - direktör
- Carl Deurell - gammal man vid öppen spis
- Siri Olson - modell